# Edelweiss
För andra betydelser, se Edelweiss (olika betydelser).
Edelweiss (Leontopodium alpinum) är en blomma som bland annat växer i Alperna. Den tillhör släktet Leontopodium, som även det kallas edelweiss (eller edelweisser).
Namnet är sammansatt av de tyska orden Edel ("ädel") och Weiss ("vit"). Edelweiss är Schweiz nationalblomma och förknippas på grund av sin vita färg med renhet och skönhet.
Den trivs på hög höjd, mellan 2 000 och 2 900 meter. Bland annat genom Berthold Auerbachs roman Edelweiss från 1861 har det spridits en romantisk uppfattning om att den skulle växa på svårtillgängliga klippor och vara svår att plocka. I själva verket förekommer växten främst på relativt lättillgängliga gräsmarker. Edelweiss är en fridlyst art i nästan hela Europa. Blomman har sedan tidigt 1900-tal använts som militär symbol för förband verkande i Alperna.